# María Torres Tejada
María Torres Tejada (Bailèn, 22 d'agost de 1981) és una advocada i política espanyola, diputada per el Partit Popular a el Congrés durant la XII legislatura.

## Biografia
Llicenciada en Dret per la Universitat de Jaén. Ha treballat com a advocada especialitzada en dret laboral des de 2005 a 2014. Entre 2006 i 2013 va ser membre de la junta directiva del Grup d'Advocats Joves de Jaén i membre de la Comissió d'Accés a l'Advocacia i Formació de la Confederació Espanyola d'Advocats Joves.
Des de la seva infància va compaginar els estudis amb les seves dues passions, el teatre i el karate, en el qual va arribar a obtenir el cinturó marró. Al juliol de 2000 es va convertir en la directora de teatre del grup BEBOP. Ha escrit diverses obres de teatre com Cosas de pareja o ¿Qué estoy haciendo aquí? i és coautora i codirectora de l'obra Baylen, un lugar para la Historia. És sòcia fundadora de l'Associació Històric-Cultural Napoleònica de la Batalla de Bailèn, de la qual va anar la seva secretària fins a 2009, i sòcia fundadora de l'Associació Baylén Antiqua de Bailén.
En l'àmbit polític, és regidora de l'Ajuntament de Bailèn des de 2007. Va ser responsable de l'àrea de Comunicació, Joventut i Salut fins a 2009 i posteriorment va estar al capdavant de la regidoria de Turisme fins a 2011; durant aquest període va crear els Premis Joves Baileneses i va engegar la Ràdio Municipal de Bailén i el Museu Arqueològic de Bailèn. Entre 2011 i 2015 va ser regidora en l'oposició. Després de les eleccions de 2015, va ser nomenada Segona Tinent d'Alcalde, regidora delegada d'Urbanisme, Festejos i Recursos Humans i portaveu del Grup Popular en la corporació municipal.
És secretària del Partit Popular de Bailèn, sotssecretària de Formació i Xarxes Socials en el Partit Popular de Jaén i membre del Comitè Electoral Provincial. El 14 de febrer de 2017 es va convertir en diputada per Jaén al Congrés després de la renúncia d'Ángeles Isac.